# Андри, Фердинанд
Фердинанд Андри (нем. Ferdinand Andri; 1 марта 1871, Вайдхофен-ан-дер-Ибс — 19 мая 1956[…], Вена) - австрийский живописец и график.

## Биография
Фердинанд Андри родился в семье золотодобытчика. С 1884 по 1886 год учился у резчика по дереву и мастера по изготовлению алтарей Иоганна Кепплингера в Оттенсхайме недалеко от Линца.  Так же он учился в государственной торговой школе в Инсбруке. Затем учился с 1886 по 1893 год в Венской академии изящных искусств у Юлиуса Виктора Бергера, Эдуарда фон Лихтенфельса и Августа Айзенменгера. С 1892 по 1894 год он посещал Государственную академию художеств Карлсруэ вместе с Каспаром Риттером и Клаусом Мейером.  Он совершил учебные поездки в Италию, Францию, Англию и Северную Америку.
В 1897 году он женился на художнице Шарлотте Хэмпель (1863–1945), которая была на восемь лет старше его.
Андри был членом Венского Сецессиона с 1899 по 1909 год и его президентом в 1905/06 году. В это время он работал над журналом Ver Sacrum. Когда он присоединился к Немецкому Веркбунду в 1912 году , он уже был признанным пейзажистом и портретистом, а также получил всеобщее признание как литограф и скульптор. Тем не менее, когда в 1914 году его предложили преподавателем Венской академии, эрцгерцог Франц Фердинанд, не интересовавшийся движениями современного искусства, отказал ему.
На втором году Первой мировой войны, в 1915 году, Андри подал заявление о приеме в качестве военного художника в Австро-венгерское военное бюро печати, которое было удовлетворено 13 сентября 1915 года.  Сначала его перевели в Белград, где он провел ноябрь и декабрь 1915 года, занимаясь живописью. В 1916 году он совершил поездку по Которскому заливу в качестве художественного репортера, затем в Черногорию, а затем в Албанию.  В том же году он приехал в район Ортлес в качестве военного художника. Когда он был размещен в командовании 10-й армии Австро-Венгрии в Тироле в 1918 году, он воспользовался возможностью, чтобы нарисовать портреты участников курса горных гидов в "Хижина в Регенсбурге". В это же время был создан ряд плакатов для Детского фонда, Фонда инвалидов войны и для военных выставок, в которых он использовал свой опыт в качестве художника-графика Венского Сецессиона. В 1918 году, в конце войны, Андри переехал в Санкт-Пёльтен, тогда же ему была предоставлена должность преподавателя в Венской академии, где он преподавал до 1939 года.
Выступал соучредителем Австрийского Веркбунда.
В Венской академии он возглавлял магистерскую школу с 1923 по 1939 год. В 1923-26 и 1931-33 годах был проректором, 1938-39 после присоединения Австрии к Германскому Рейху стал председателем наблюдательного комиссара Академии. В 1939 году он вышел на пенсию и с этого года являлся членом Дома художников в Вене.
С 1939 по 1945 год Андри руководил школой фресковой живописи при академии.  Андри был так называемым готтбегнадетено из списка Геббельса, помеченный так в качестве важного художника Третьего рейха.
В 1950 году Фердинанд Андри передал все свои работы, городу Санкт-Пёльтен, где был открыт музей Фердинанда Андри (ныне часть Городского музея).
1956 году художник умер в Вене и был похоронен в Санкт-Пельтене.

## Награды
- 1890 г. - премия Лампи  Венской академии художеств
- 1941 - почётное кольцо города Вены
- 1944 г. - премия имени Фердинанда Георга Вальдмюллера города Вены.
- 1951 г. - Золотой венок  Кюнстлерхауса.

## Работы
Работы Фердинанда Андри представляют собой традиционные крестьянские  и религиозные мотивы. Он также много выполнял портретов. Его отдельным занятием была фресковая живопись, а также он прибегал к деревянной скульптуре и мозаике.
- Портрет Мориса Галлии , 1901 г.
- Словакен , выставленный в 1902 году на Немецкой национальной художественной выставке в Выставочном дворце Дюссельдорфа
- Мозаики над главным алтарем и купель с поясной фигурой Иоанна Крестителя из позолоченного дерева, 1903 год, "Церковь Святого Духа в Вене" (Вена)
- Статуя архангела Михаила из металла, обработанного техникой чеканки, 1903–1905 гг., Захерльхаус в Вене
- Фотографии апостолов, 1908 год, церковь Нойоттакрингер в Вене
- Картина для выставочного дворца
- Портрет жены художника Шарлотты Андри-Хампель (Санкт-Пельтен, Государственный музей Нижней Австрии, инв. №. A 24/79, 1911 г., холст, масло, 40,3 × 40,3 см.)
- Альмвизе (Вена, музей Леопольда , инв. № 383) 1913 г., холст, масло.
- Фердинандсхёэ - Горный пейзаж (Вена, Музей Леопольда, инв. № 569), 1916, картон, масло.
- Ручной гранатомет (Вена, Военно-исторический музей), 1918 г., холст, темпера, 253 × 179 см
- Ангел воскрешает мертвых на поле битвы (Военно-исторический музей), картон, масло, 35,5 × 48 см.
- Пленные сербы перед отправкой (Музей военной истории), картон, цветной мел
- Иллюстрации к стихам Августа Копиша , Герлаху и Видлингу, Вена - Лейпциг

Картины Фердинанда Андриса в основном находятся в музеях Вены и Нижней Австрии. Более крупные произведения находится в коллекциях Венского исторического музея армии.